# Компютърни системи за символно смятане
Системите за символно смятане (също Системи за компютърна алгебра, на английски: computer algebra system, CAS)) са компютърни програми, които автоматизират боравенето с математически (аналитични) изрази.
Изразите, с които боравят системите за символно смятане, са полиноми с много променливи, стандартни математически функции (тригонометрични функции, експонента), някои специални функции (Γ, ζ, erf, Беселови функции и др.); интегриране, диференциране, пресмятане на стойностите на числени редове, произведения на сложни изрази, опростяване, смятане с матрици и др.

## Обичайни функции
Други операции, които обикновено се поддържат от системите за символно смятане:
- Пресмятане на числената стойност на дадени изрази;
- Превръщане на математически изрази от една в друга форма;
- Намиране на пълни и частни производни;
- Решаване на линейни и нелинейни уравнения;
- Решаване на някои обикновени диференциални уравнения;
- Намиране на граници на функции;
- Намиране на интеграли на някои функции;
- Интегрални преобразувания (Преобразование на Фурие, Преобразование на Лаплас);
- Числени операции с всякаква точност
- Действия с числени редове
- Действия с матрици
- Многоредово изписване на математическите формули, подобно на TeX

## Други функции
Немалко системи за компютърна алгебра имат и следните функции:
- Даване на числената стойност на математични изрази с голяма точност. Например, даването на 21/3 с 10 000 знака след десетичната запетая
- Допълнителни специализирани модули (например, за извършване на обичайни изчисления в областта на приложната математика, физиката и др.)
- Начертаване на графиките на функции
- Проверка на валидността на някои доказателства
- Обработка на звукове, изображения и други сигнали

Някои от системите за компютърна алгебра включват и програмни езици, които позволяват на потребителите им да изработват собствени алгоритми.
Времето, което отнема изпълнението на процедури на системите за символно смятане, често е по-дълго от това, използвано в системите за числено смятане, като MATLAB, GNU Octave или директно написани на C, понеже системите за символно смятане работят с аналитични изрази, а не с числа. Някои операции могат да бъдат извършвани на числено ниво, при даването на подходящи декларации от страна на потребителя.

## История
Системите за символно смятане се появяват в началото на 70-те години на 20 век, но с времето се отделят от научната област на изкуствения интелект. Сред пионерските трудове в областта са тези на нобеловия лауреат Мартинус Велтман, който разработва програмата за символно смятане в областта на физиката на високите енергии Schoonship през 1963. Сред първите популярни програми са Reduce, Derive и Macsyma. Свободната версия на Macsyma, Maxima все още се поддържа. Днес най-разпространените програми са Maple и Mathematica; и двете програми са широко използвани от математици, физици и инженери. Други популярни комерсиални програми са MuPAD и MathCad. Други програми, най-често предназначени за специфични научни области и разработвани в академичните среди, се разпространяват под свободни лицензи.
Някои електронни калкулатори използват опростени системи за символно смятане. Първите такива са произведени от hp и Texas Instruments.